# ماگدبورگ
ماگدبورگ () (به آلمانی: Magdeburg) یکی از شهرهای آلمان و مرکز ایالت زاکسن-آنهالت این کشور است که بر کرانه رودخانهٔ البه جای دارد. بر اساس آمار سال ۲۰۱۰ میلادی، جمعیّتی برابر با ۲۳۱٫۵۲۵ نفر داشته‌است.
این شهر در حال حاضر دارای دو دانشگاه اتو فون گریک (تأسیس ۱۹۹۳) و دانشگاه علوم کاربردی ماگدبورگ-اشتندال است.

## تاریخچه
ماگدبورگ یکی از شهرهای اصلی آلمان در سده‌های میانه بود. امپراتور اتوی یکم، اوّلین فرمانروای امپراتوری مقدس روم بیشتر روزگار خود را در این شهر گذراند و در کلیسای جامع همین شهر به خاک سپرده شد. در قرن سیزدهم، این شهر جزئی از پیمان هانزا شد و در آن زمان با جمعیّتی بیش از ۲۰ هزار نفر، یکی از بزرگترین شهرها در امپراتوری مقدس روم بود.
در سال ۱۵۲۴ میلادی، مارتین لوتر که تحصیلات پایهٔ خود را در ماگدبورگ گذرانده بود، به این شهر آمد و اصلاحات پروتستانی را اشاعه داد. اصلاحات او خیلی زود پیروان زیادی در شهر پیدا کرد.

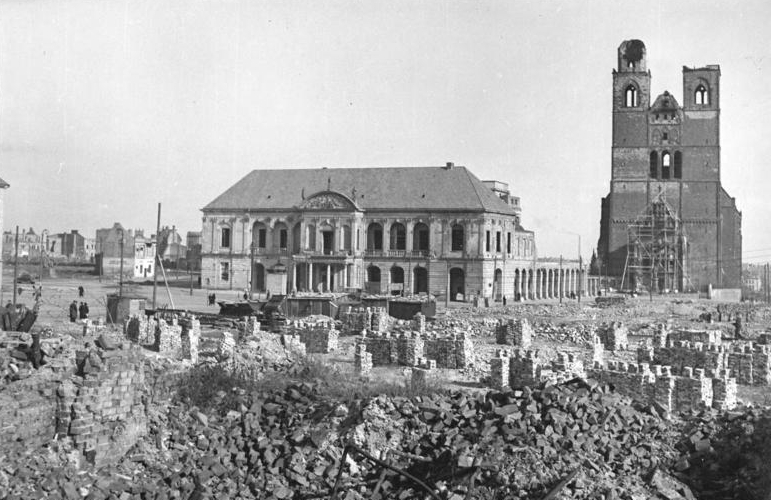
ماگدبورگ مخروبه بعد از جنگ، در سال ۱۹۵۲

در طول جنگ‌های سی ساله، در سال ۱۶۲۹ ماگدبورگ به خوبی در مقابل محاصره نیروهای تحت امر آلبرشت فون والنشتاین، فرماندهٔ کاتولیک امپراتوری مقاومت کرد، اما در سال ۱۶۳۱ مورد هجوم نیروهای ژان سرکلایس، فرمانده اسپانیایی کاتولیک‌ها واقع شد. وی ماگدبورگ را به آتش کشید و بیش از ۲۰ هزار نفر از سکنهٔ ماگدبورگ کشته شدند. در پایان جنگ، فقط ۴۰۰ نفر در این شهر زندگی می‌کردند. بر طبق پیمان وستفالیا در سال ۱۶۸۰، ماگدبورگ بعد از مرگ آگوستوس دوک زاکسن - وایسنفلس، به عنوان قلمرویی نیمه خود مختار، به پادشاهی براندنبورگ - پروس واگذار شد.
در طول جنگ‌های ناپلئونی، در سال ۱۸۰۶ دژ ماگدبورگ تسلیم نیروهای فرانسوی شد و پس از آن در سال ۱۸۰۷ طبق پیمان تیلسیت، ماگدبورگ به پادشاهی وستفالیا که تحت کنترل فرانسه بود افزوده شد. بعد از جنگ‌ها، ماگدبورگ مرکز استان زاکسن شد و در سال ۱۹۱۲ دژ قدیمی ماگدبورگ برچیده شد.
در مدت جنگ جهانی دوم، ماگدبورگ به شدّت توسّط نیروی هوایی سلطنتی بریتانیا بمباران شد. این بمباران انگلستان، در شب ۱۶ ژانویه ۱۹۴۴ بیشتر نقاط این شهر را تخریب کرد. بر طبق آمار ارائه شده در آن زمان، ۱۶ هزار نفر در جریان آن بمباران جان خود را از دست دادند، امّا هم‌اکنون گفته می‌شود که تعداد کشته‌ها، بین دو تا چهار هزار نفر بوده‌است.
بعد از جنگ، به جمهوری دمکراتیک آلمان (آلمان شرقی) ضمیمه شد و در سال ۱۹۹۰ پس از اتّحاد دو آلمان، ماگدبورگ به عنوان مرکز ایالت تازه تأسیس زاکسن آنهالت انتخاب شد.

## نقاط دیدنی
- کلیسای جامع

یکی از شاخص‌ترین مکان‌های ماگدبورگ، کلیسای جامع این شهر به نام کلیسای کاترین و موریس مقدس با ارتفاع ۱۰۴ متر است که آن را پرارتفاع‌ترین کلیسا در شرق آلمان ساخته‌است. این کلیسا در ابتدا، در سال ۹۳۷ میلادی به صورت صومعه‌ای به نام موریس مقدس ساخته شد. مکان دقیق آن برای مدّت‌ها ناشناخته بود، تا اینکه در سال ۲۰۰۳ اکتشافات، بنایی با عرض ۸۰ و طول ۴۱ متر را آشکار کرد.
کلیسای جامع ماگدبورگ با مجسمه‌های بی‌نظیرش مشهور شده‌است؛ از جمله مجسمه‌های اتوی یکم، فرمانروای امپراتوری مقدس روم و همسرش ادتا، مجسمه دوازده باکره در ورودی شمالی و مجسمه‌های کاترین مقدس و موریس مقدس. امپراتور اتوی یکم در کنار همسرش در سال ۹۷۳ میلادی در این کلیسا مدفون شد.
- تالار قدیمی ماگدبورگ بنای سال‌های ۱۶۸۱ تا ۱۶۹۸ که یکی از مهم‌ترین ساختمان‌ها در دورهٔ خود بود.

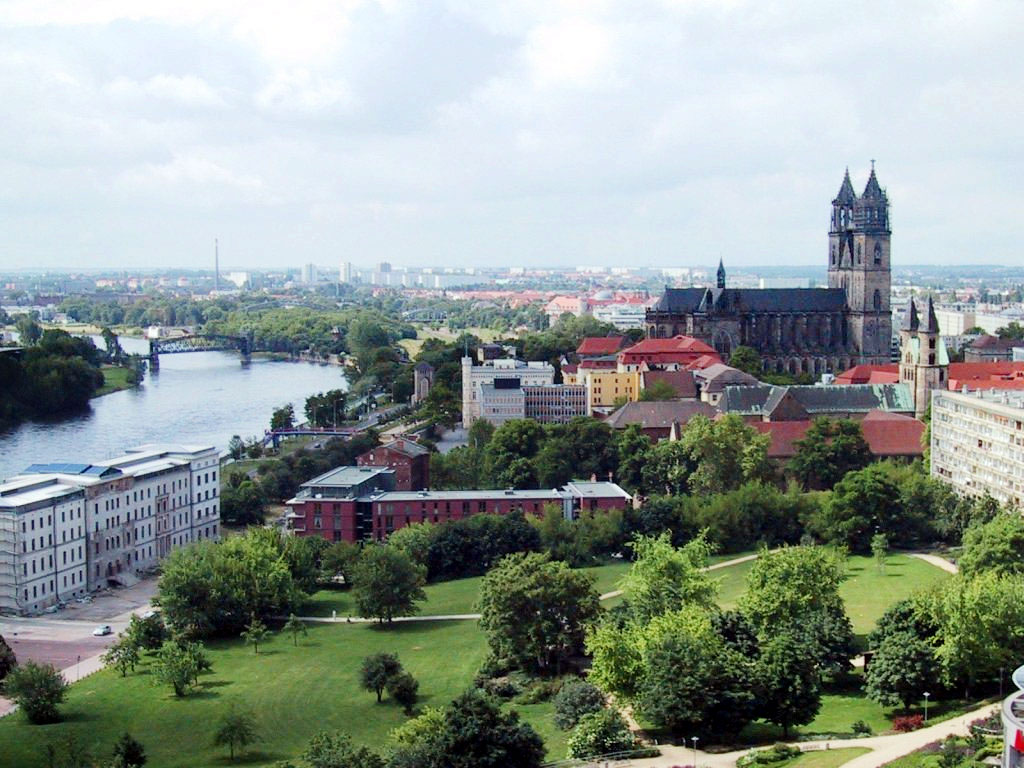
نمای کلی شهر ماگدبورگ

- صومعهٔ بانوی ما (Unser Lieben Frauen) بنای قرن یازدهم، شامل کلیسای سنت مری که هم‌اکنون به‌عنوان موزه هنرهای مدرن استفاده می‌شود.
- مجسمه اسب سوار ماگدبورگ (Magdeburger Reiter) که احتمالاً مجسمه اتوی یکم می‌باشد. این مجسمه در سال ۱۲۴۰ میلادی ساخته شد.[۳]
- ''پل آبی ماگدبورگ''، طولانی‌ترین پل آبی اروپا[۴]
- باقیمانده‌های دژ عظیم پادشاهی پروس

## آب و هوا
میانگین بارش سالیانهٔ ماگدبورگ حدود ۵۰۰ میلی‌متر است که در مقایسه با میانگین کشور آلمان، منطقهٔ کم بارشی به حساب می‌آید. هم چنین میانگین دمای سالیانه ۸٫۸ درجهٔ سانتیگراد است که با میانگین آلمان برابر است.
آب و هوای ماگدبورگ متأثر از سامانه‌های مرطوبی است که از اقیانوس اطلس وارد اروپا می‌شوند. عمدهٔ بارش‌ها در فصل تابستان رخ می‌دهد. در فصل زمستان، ماگدبورگ مورد تهاجم هوای سرد قطبی قرار می‌گیرد که از سمت شبه‌جزیرهٔ اسکاندیناوی و روسیه وارد می‌شود و یخبندان‌های دراز مدّت و سخت را ایجاد می‌کند. در ماگدبورگ کم بارش‌ترین ماه فوریه و پربارش‌ترین آن ژوئن می‌باشد. طبق آمار گرم‌ترین ماه ژوئیه و سردترین ماه، ژانویه است.

## نگارخانه

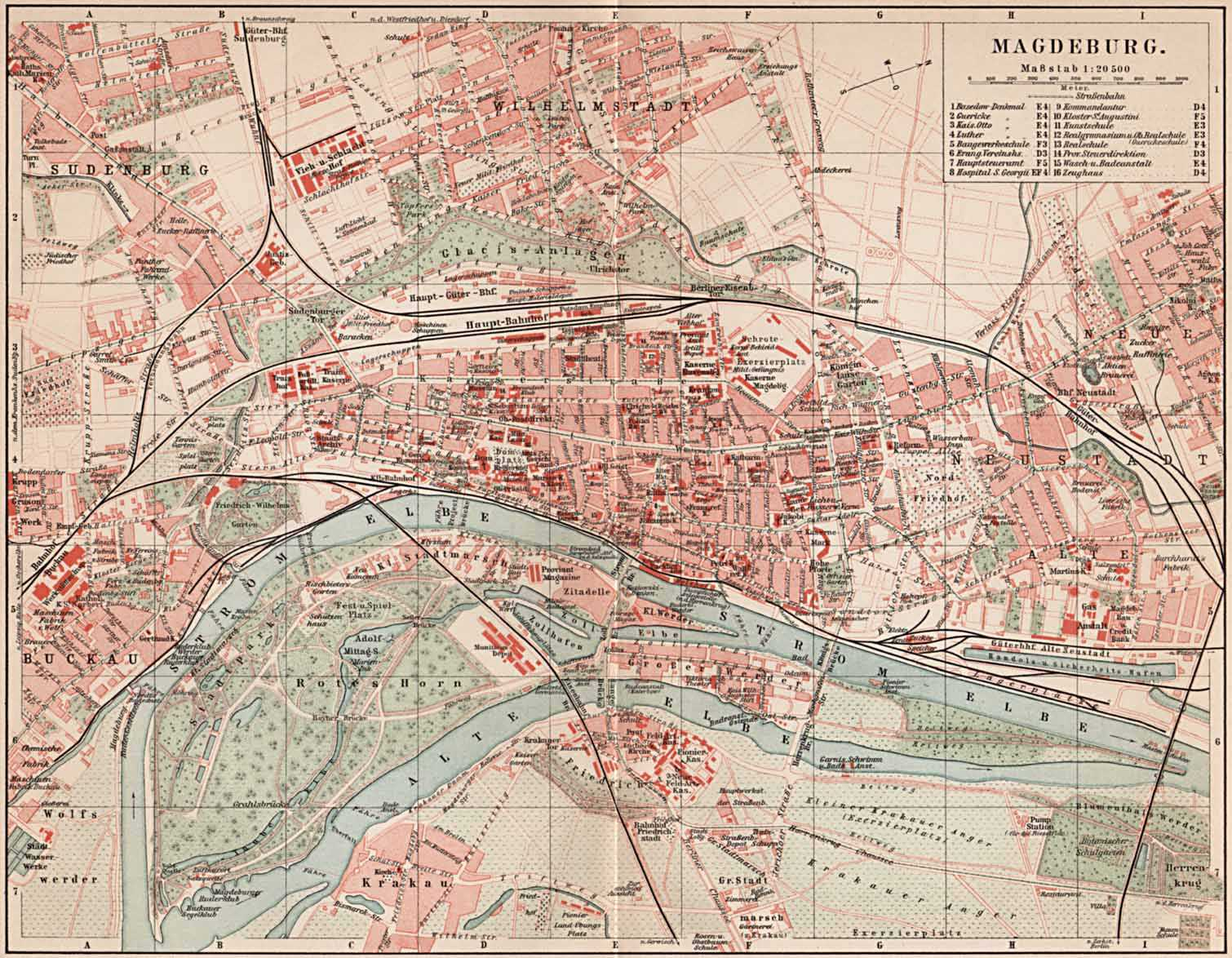
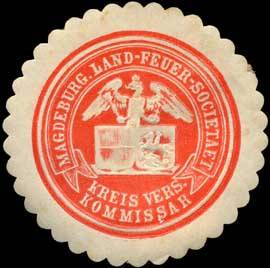
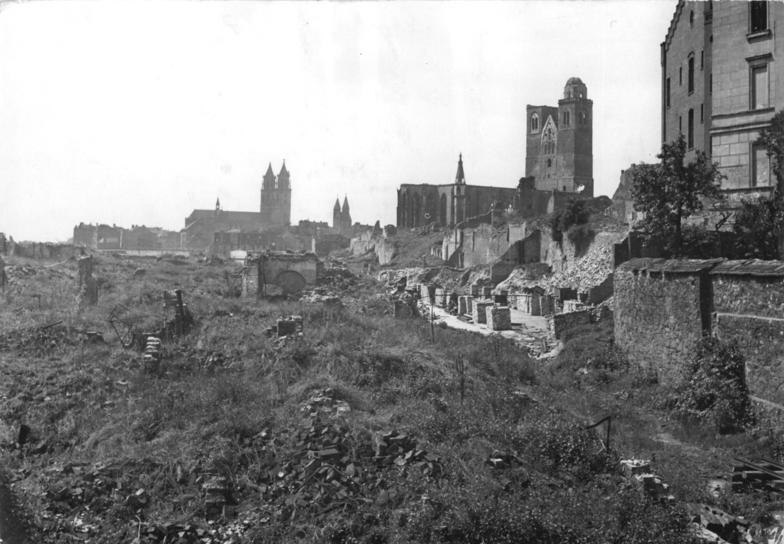
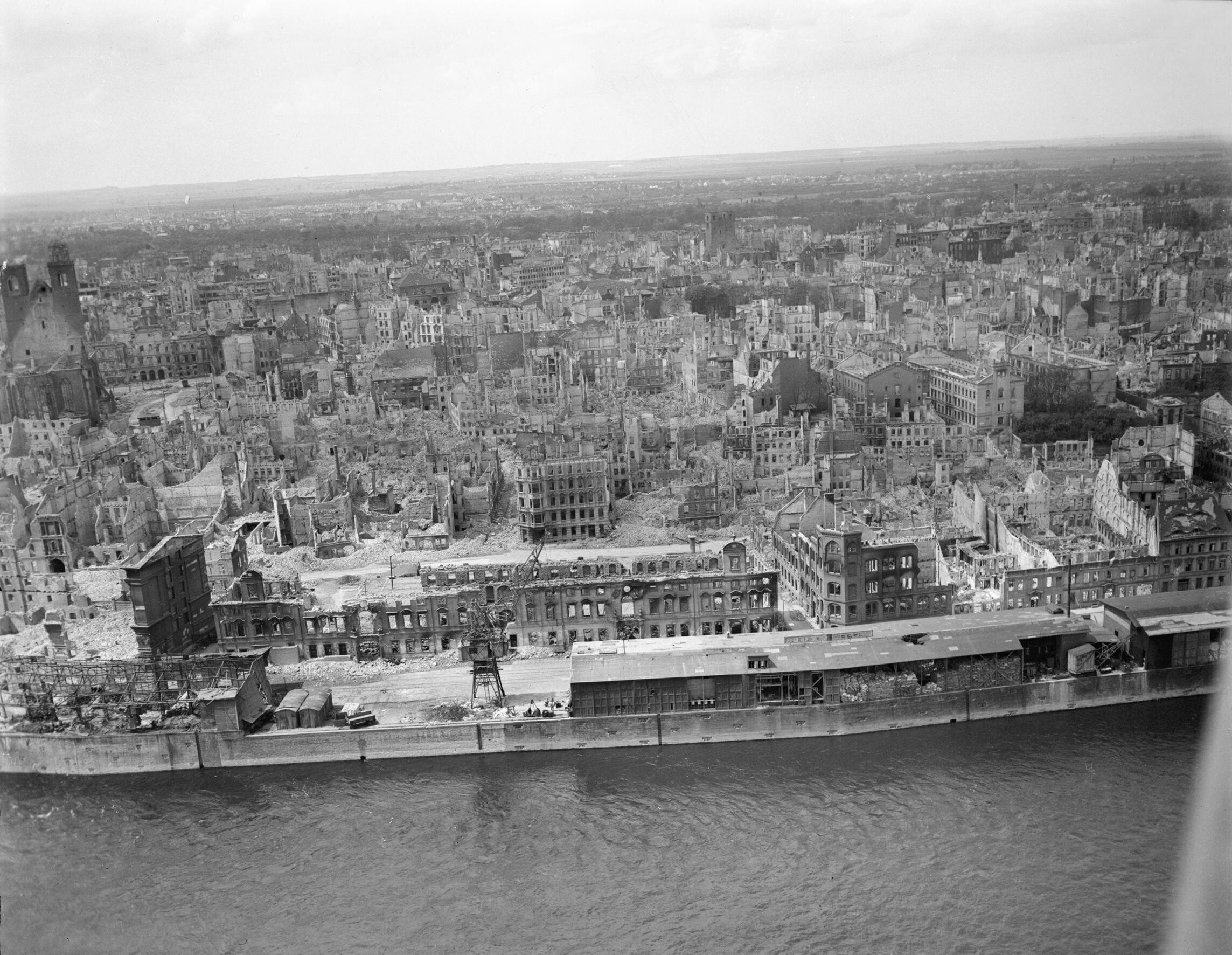